# Russkij bunt
Russkij bunt (Русский бунт) è un film del 2000 diretto da Aleksandr Proškin.

## Trama
Il film si svolge alla fine del XVIII secolo durante il regno di Caterina II. Il fuggitivo giocatore d'azzardo Emel'jan Pugačev si faceva chiamare imperatore e cosacchi e servi fuggitivi si alzarono sotto la sua bandiera. Nel frattempo, un giovane ufficiale, Pёtr Grinev, si innamora della figlia del capitano Mironov. Non sospettavano nemmeno cosa li aspettava.